# Astragalus haesitabundus
Astragalus haesitabundus är en ärtväxtart som beskrevs av Vladimir Ippolitovich Lipsky. Astragalus haesitabundus ingår i släktet vedlar, och familjen ärtväxter. Inga underarter finns listade i Catalogue of Life.